# Piotr Rinshei
Piotr Rinshei SJ (jap. ペドロ･りんせい Petrus Rinscei (Rinxei); ur. 1588 w Faciran, zm. 20 czerwca 1626 w Nagasaki) − japoński brat z zakonu jezuitów, błogosławiony Kościoła katolickiego, męczennik, ofiara prześladowań antykatolickich w Japonii, zamordowany z nienawiści do wiary (łac. in odium fidei.

## Życiorys
Po okresie wzmożonej działalności misyjnej Kościoła katolickiego, gdy w 1613 roku siogun Hidetada Tokugawa wydał dekret, na mocy którego zakazano praktykowania i nauki religii katolickiej, a pod groźbą utraty życia wszyscy misjonarze mieli opuścić Japonię, rozpoczęły się trwające kilka dziesięcioleci krwawe prześladowania chrześcijan. Piotr Rinshei był jedną z ofiarą eskalacji prześladowań zainicjowanych przez sioguna Iemitsu Tokugawę.
Piotr Rinshei ukończył szkołę misyjną w Arima (pod Kobe). Po ukończeniu nauki podjął działalność jako katecheta współpracując w dziele ewangelizacji z misjonarzami z zakonu jezuitów. Od 1618 roku realizował swoje powołanie towarzysząc ojcu Franciszkowi Pacheco.
Na skutek donosu, którego autorem był apostata w grudniu 1625 roku doszło do aresztowania prowincjała Franciszka Pacheco. Wraz z nim zatrzymano gospodarzem domu w którym mieszkał, jego sekretarza Kaspra Sadamatsu, sąsiadów i ukrywających się z nimi Pawła Kinsuke i Piotra Rinshei. Wszystkich ujętych zamknięto w więzieniu na terenie miasta Shimabara. W niewoli uczestniczyli w utworzonej przez ojca Franciszka Pacheco wspólnocie modlitewnej. Towarzyszący prowincjałowi wierni, w tej liczbie także Piotr Rinshei, ubiegający się o przyjęcie do Towarzystwa Jezusowego dzięki nadzwyczajnym uprawnieniom Franciszka Pacheco zostali braćmi zakonnymi.
17 czerwca 1626 roku grupa więzionych dołączyła w Nagasaki do innych zakonników i 20 czerwca wszystkich żywcem spalono na podmiejskim wzgórzu.
7 lipca 1867 papież Pius IX beatyfikował Alfonsa z Navarrete i 204 towarzyszy wraz z męczennikami Towarzystwa Jezusowego, zabitymi za wyznawanie wiary w krajach misyjnych, wśród których był Piotr Rinshei. Grupa jezuitów zamordowanych tego dnia określani są jako Franciszek Pacheco i towarzysze.
Dies natalis jest dniem, kiedy w Kościele katolickim obchodzone jest wspomnienie liturgiczne błogosławionego.